# Prieuré de Tailleville
Le prieuré de Tailleville  est le prieuré d'un ancien monastère, situé à Douvres-la-Délivrande, en France.

## Localisation
Cet ancien prieuré est situé dans le département français du Calvados, dans la commune Douvres-la-Délivrande, plus précisément Tailleville, commune réunie à Douvres en 1973.

## Histoire
Le bâtiment conservé date du XIIIe siècle.
Le prieuré était situé sur le territoire de Langrune et est une fondation de l’Abbaye Saint-Martin de Troarn. 
Durand de Troarn fait réédifier la chapelle et la dédie à saint Martin.
La chapelle sert d'église à la commune de Tailleville. Le prieuré est maintenu jusqu'à la Révolution française durant laquelle le dernier prieur prête serment à la constitution civile du clergé.
Le château de Tailleville est édifié à sa proximité immédiate au XIXe par la famille Mallerio qui acquiert le prieuré en 1849. Il est acquis après la Première Guerre mondiale par la communauté du Couvent Notre-Dame-de-Fidélité. Le château est réquisitionné par l'armée allemande pendant la Seconde Guerre mondiale mais s'il subit des dommages ceux-ci ne mettent pas l'édifice en danger ni la chapelle du prieuré qui est proche.
Le clocher-arcade de l'édifice est inscrit au titre des monuments historiques depuis le 17 mai 1933.
Le prieuré tout comme le château de Tailleville est acquis par la Communauté Emmaüs liée à la Fondation Abbé-Pierre pour le logement des défavorisés du Calvados.
Le clocher est déposé pour des raisons de sécurité au début du XXIe. Le coût des travaux est estimé à 18 000 € et un appel aux dons est lancé en janvier 2014.
La chapelle n'est ouverte qu'à l'occasion des Journées européennes du patrimoine.

## Description
La chapelle comporte deux travées et des arcs en plein cintre et en ogive.
Le clocher-arcade est muni d'un toit avec des ouvertures en ogive et des colonnettes « caractéristiques du XIIIe siècle ».
À l'intérieur se trouve un autel du XVIIIe.
La façade, de style composite, a été très remaniée lors de la construction du château en 1866-1868. Elle comprend des pilastres et comporte trois statues en stuc de saint Joseph, saint Martin et saint Antoine.